# CSIT World Sports Games
Die World Sports Games ist die Hauptveranstaltung der Confédération Sportive Internationale Travailliste et Amateur (CSIT). Es ist ein großes Ereignis des Breitensports mit Tausenden von Amateuren, das alle zwei Jahre an wechselnden Austragungsorten organisiert wird. Neben dem wettbewerblichen Konkurrenzkampf steht vor allem der kulturelle Austausch und das freundschaftliche Miteinander der Teilnehmer aller Altersgruppen aus über 20 Nationen im Vordergrund. Die CSIT World Sports Games verstehen sich als die Nachfolger der Internationalen Arbeiterolympiaden, die vor dem Zweiten Weltkrieg ausgetragen wurden. Die ersten World Sport Games wurden im Jahr 2008 im italienischen Rimini veranstaltet.

## Sportarten

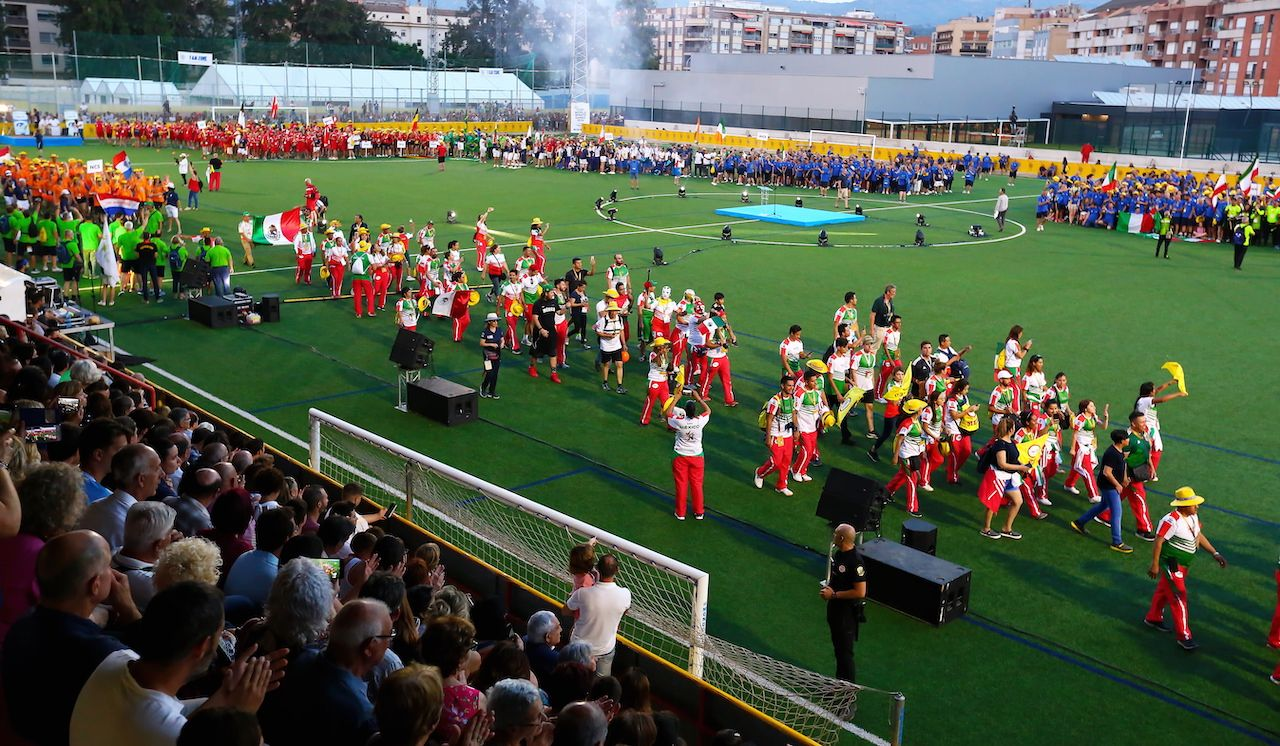
Eröffnungsfeier der 2019 World Sports Games in Tortosa

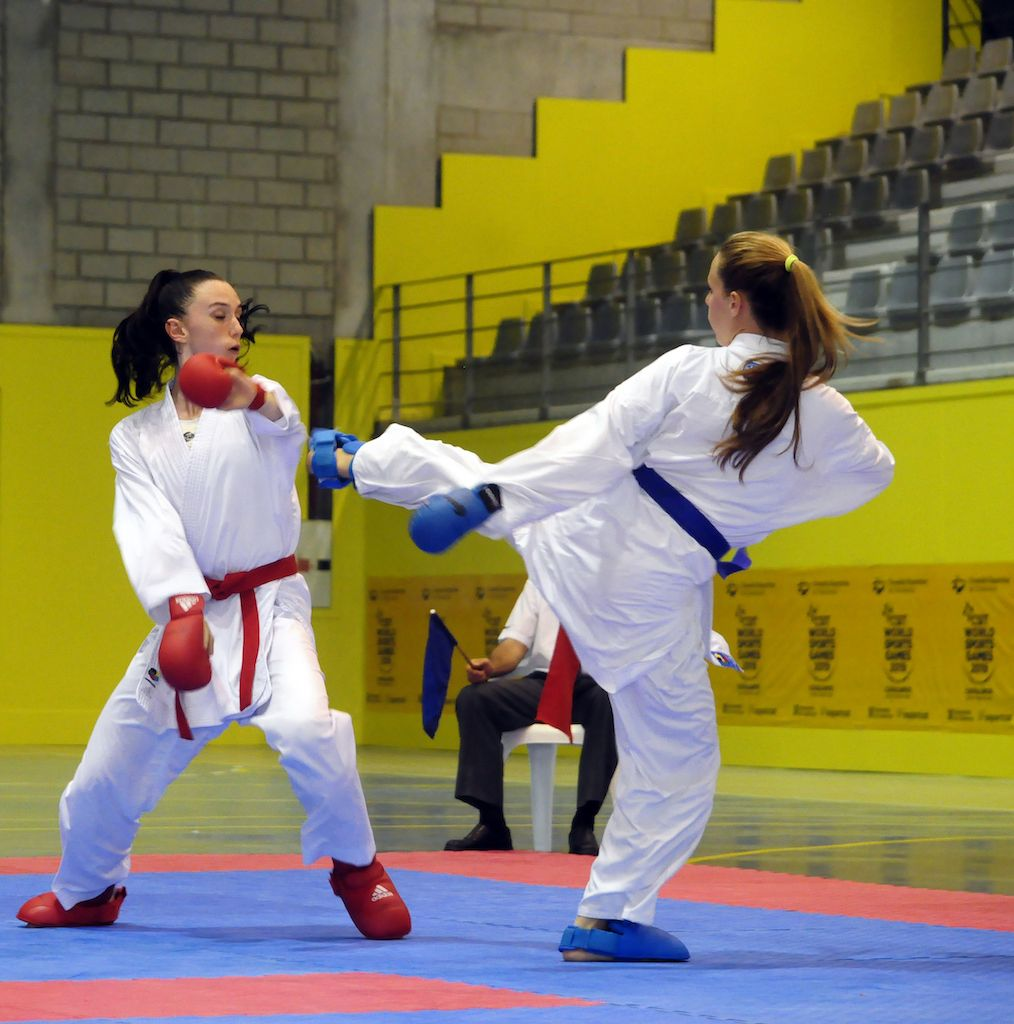
Karate-Wettkampf bei den 2019 World Sports Games

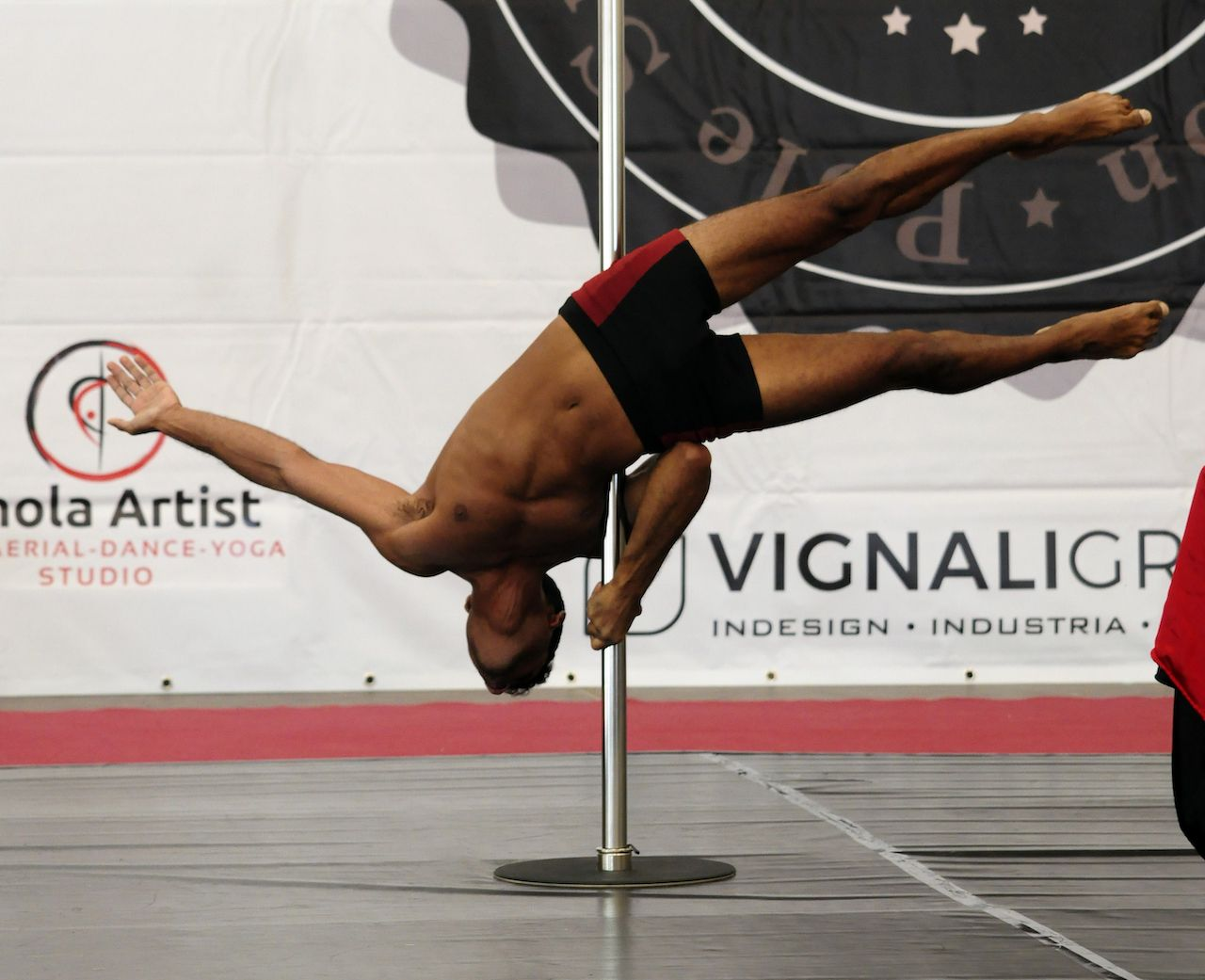
Pole Dance auf den 2019 World Sports Games

An den letzten World Sport Games in Tortosa (Spanien) vom 2.–7. Juli 2019 nahmen über 3000 Athleten teil, die in den folgenden Disziplinen wetteiferten:
1. Basketball
2. Fußball
3. Minifußball[5]
4. Beachvolleyball
5. Indoor-Volleyball
6. Cachibol[6]
7. Karate
8. Judo
9. Leichtathletik
10. Pétanque (Boule)
11. Tennis
12. Tischtennis
13. Beachtennis
14. Ringen
15. Beach Wrestling[7]
16. Schwimmen
17. Schach

Des Weiteren wurden in Zusammenarbeit mit anderen Sportverbänden Wettbewerbe organisiert in:
1. American Football
2. Handball
3. Faustball
4. Minigolf
5. Poledance
6. Rhönrad-Gymnastik
7. Rollkunstlauf
8. Tanzen

## Austragungsorte
| Edition | Jahr | Stadt             | Land         |
| ------- | ---- | ----------------- | ------------ |
| 1       | 2008 | Rimini            | Italien      |
| 2       | 2010 | Tallinn           | Estland      |
| 3       | 2013 | Varna             | Bulgarien    |
| 4       | 2015 | Lignano           | Italien      |
| 5       | 2017 | Rīga              | Lettland     |
| 6       | 2019 | Tortosa           | Spanien      |
| 7       | 2021 | Cervia (abgesagt) | Italien      |
| 8       | 2023 | Cervia            | Italien      |
| 9       | 2025 | Loutraki          | Griechenland |
| 10      | 2027 | Aarlborg          | Dänemark     |